# Liste der Monuments historiques in Chenoise-Cucharmoy
Die Liste der Monuments historiques in Chenoise-Cucharmoy führt die Monuments historiques in der französischen Gemeinde Chenoise-Cucharmoy auf.

## Liste der Bauwerke

### Chenoise
| Bezeichnung             | Beschreibung | Standort | Kennzeichnung | Schutzstatus | Datum | Bild           |
| ----------------------- | ------------ | -------- | ------------- | ------------ | ----- | -------------- |
| Ehemaliges Kloster Jouy |              | (Lage)   | PA00086888    | Classé       | 1942  | weitere Bilder |
| Schloss                 |              | (Lage)   | PA00086889    | Inscrit      | 1931  | weitere Bilder |

### Cucharmoy
| Bezeichnung          | Beschreibung | Standort | Kennzeichnung | Schutzstatus | Datum | Bild           |
| -------------------- | ------------ | -------- | ------------- | ------------ | ----- | -------------- |
| Kirche Ste-Geneviève |              | (Lage)   | PA00086922    | Classé       | 1983  | weitere Bilder |

## Liste der Objekte
Zum Verständnis siehe: Kirchenausstattung
- Monuments historiques (Objekte) in Chenoise-Cucharmoy in der Base Palissy des französischen Kultusministeriums